# Edificios Modulares Lego
Edificios Modulares es una serie de sets edificios de  Lego introducidos en 2007. Creados en respuesta a los comentarios y sugerencias por las comunidades de Fanes Adultos de Lego (AFOL), y Fanes Adolescentes de la comunidad Lego (TFOL). Los sets de esta serie son generalmente enfocados para constructores más avanzados ya que la mayoría contiene más de 2,000 piezas totales y hacen uso de técnicas de construcción poco ortodoxas que no han sido probadas anteriormente en sets oficiales de Lego.
En contraste con muchos sets de Lego que están dirigidos a niños y adolescentes, la edad recomendada para la mayoría de los sets de la serie de Edificios Modulares es de 16 años en adelante. Los sets de Edificios Modulares han sido recibidos con críticas positivas, siendo considerados por diseñadores y fanáticos de Lego como "juguetes para adultos". Los sets incluyen el Mercado, Café de la Esquina, Verdulería, Cuerpo de Bomberos, el Gran Emporio, Tienda de Mascotas, Ayuntamiento, Palacio Cinema y el modelo más nuevo: el Restaurante Parisino.

## Resumen
Todos los sets de la serie pueden juntarse para formar un gran "barrios" conformado de varios edificios puestos uno junto a otro. Los conectores de la base de los modelos están alineados para una fácil conexión con el resto de los modelos de la serie.

### Historia
En 2006 se realizó una encuesta dirigida a la comunidad AFOL. A le pidió a los Fanes adultos que compartieran sus ideas y opiniones sobre qué concepto les gustaría ver en un modelo futuro del Grupo Lego.Algunas de las ideas presentadas fueron: más de la ciudad y edificios de la vida cotidiana, estructuras con más detalle arquitectónico, edificios realistas, edificios miniatura a escala, edificios sólidos y cerrados y más. Estas ideas fueron tomadas en consideración y un año después el primer set de la serie de Edificios Modulares, el Café de la Esquina, fue lanzado. Un fan de Lego fue invitado para dar su opinión y sugerencias durante el diseño del set.

## Sets
A la fecha, 9 sets de la serie han sido lanzados, promediando un set nuevo cada año.

### Café de la Esquina
Café de la Esquina (set número: 10182) fue el primero de la serie de Edificios Modulares. Fue originalmente lanzado en abril de 2007. 
El set contiene 2085 piezas y es recomendado para constructores de 16 años o mayores. Algunas de las características del set incluyen un edificio de 3 pisos en la esquina de una calle, un letrero vertical de "Hotel", ventanas y puertas que se abren, mesas de café y sombrillas, una marquesina de rayas y 3 minifiguras.  
Algunas de las técnicas avanzadas de construcción que se utilizaron fueron: anexos, abanico de zapatos de esquí como decoración, un letreto de hotel a través de la técnica SNOT (sin pernos en la parte superior), esquina angulada y un efecto 3D en la fachada.
Durante el desarrollo de este primer set de la serie, los diseñadores consideraron el costo de varias opciones. Una versión más cara tenía características adicionales para el café, muros interiores verde oscuro, una bicicleta y una minifigura adicional. En cambio, la versión de menor costo del set carece de muros traseros exteriores, escaleras interiores, paredes adicionales en la segunda planta y solo tenía 2 minifiguras pero no incluía bicicleta.
Los fanes de Lego pudieron sugerir mejoras a los prototipos iniciales, tales como la inclusión de color en la azotea (la cual era originalmente gris) y elementos translúcidos en el letrero de hotel.

### Mercado
El Mercado (set número: 10190) fue el segundo de la serie los Edificios Moduales y diseñado por el fan de Lego holandés Eric Brok.
  
Fue originalmente lanzado como seguimiento del Café de la Esquina en 2007 El set contiene 1248 piezas y es recomendado para constructores de 10 años o más. Las características del set incluye ventanas y puertas que se abren, la puerta de entrada, una marquesina a rayas y 3 minifiguras.
 Técnicas avanzadas de construcción usadas en el Mercado incluyen: escaleras curvas, muros con secciones de "pintura desgastada", pisos intercambiables, azotea belga/holandesa escalonada, un sótano, ventanas desplazables, forjado que simula hierro y puerta.

El Mercado es el único set en la serie de Edificios Modulas que tiene menos de 2000 piezas y es recomendado para constructores de 10 años o mayor, diferentes a los que usualmente se proponen para personas de 16 años. Una de las razones por las que este set es más pequeño que los demás es para proporcionar un costo menor a la serie de Edificios Modulares.

Como un set de Lego Factory, el Mercado fue para mostrar un diseño de un fan, promoviendo así la visión diséñalo-por-ti-mismo de Lego Factory. La modularidad del modelo resultante además inspira a persona para diseñar sus propios pisos modulares (o sets de muebles) en Factory, sin tener que construir una casa completa.
Eric BrokAdult Fan of Lego, Diseñador del Mercado

El Mercado es el único set de la serie que se lanzó con la marca Lego Factory en la caja. Esto es porque fue originalmente diseñado por un fan de Lego en vez de un diseñador de Lego.
  Eric Brok, un fan de Lego de los Países Bajos, diseñó el set trabajando se cerca con diseñadores de Lego

### Verdulería
La Verdulería (set número: 10185)fue el tercero en la serie de los Edificios Modulares. Fue originalmente lanzado en 2008
El set contiene 2352 piezas y es recomendado para constructores de 16 años o mayores. Algunas características del set incluyen una marquesina blanca y azul, puertas y ventanas que se abren, interiores detallados para casa habitación, una terraza en el techo, una salida de emergencia, acceso al patio desde la parte trasera del edificio, y 4 minifiguras. Las técnicas avanzadas de construcción usadas en la Verdulería incluyen el uso de piernas de esqueleto negras y martillos para hacer verjas, el uso de arpones negros para el barandal de la escalera de incendios, el uso de una paleta como péndulo en el reloj del abuelo, y el uso de bisagras para hacer una ventana salediza.
La Verdulería se diferencia de los dos sets anteriores de la serie porque tiene un mayor nivel de detalle en el interior. Mientras el Café de la Esquina y el Mercado tiene interiores desnudos, cada piso de la Verdulería tiene elementos tales como un calefactor vertical o algunos muebles como el reloj del abuelo. El primer piso esta lleno de muebles de tienda como estantes refrigerados con puertas que se abren y cajas de comida. La variedad de piezas de comida de Lego incluye zanahorias, manzanas y plátanos. Además hay una escalera que lleva al departamento de arriba y un conjunto de buzones con cartas.

### Cuerpo de Bomberos
Lanzado en septiembre de 2009, el Cuerpo de Bomberos (set número: 10197) fue el cuarto set de la serie de Edificios Modulares. El set contiene 2231 piezas y es recomendado para constructores de 16 años o mayores. Modelado para parecer una Estación de Bomberos real de los años 1930, el set incluye una campana en la torre, una puerta del garage que se abre, una camioneta de bomberos con estilo de los años 30 y 4 minifiguras con un perro bombero. Como la Verdulería, todos los pisos del Cuerpo de Bomberos están completamente decorados. 
El Cuerpo de Bomberos es el primer Edificio Modular que incluye un vehículo, la camioneta de bomberos al estilo de los años 30. El set además incluye nuevas piezas únicas, como cascos de bomberos dorados y una puerta de garage deslizable.
Las nuevas técnicas de construcción introducidas en este set incluyen una forma sistemática de números en los edificios. En el frente del edificio el número 1932 aparece, lo que hace referencia al año en que Lego fue fundada. El número 3 además aparece en el pavimento del set, representando que es el tercer set de la serie del diseñador de Lego Jamie Berard (quien diseñó anteriormente el Café de la Esquina y la Verdulería).

### Gran Emporio
El Gran Emporio (set número: 10211), lanzado en marzo de 2010, es el quinto set de la serie de los Edificios Modulares. El set contiene 2182 piezas y es recomendado para constructores de 16 años o mayores. Modelado para parecer una tienda departamental real de inicios del siglo XX, el set incluye un exterior realista con un puesto de helados, ventanales en las tiendas, plataforma para limpiar las ventanas y un espectacular en la azotea. Los interiores incluyen una escalera eléctrica, probadores, y una gran cantidad de "mercancía". Fue construido como una esquina, similar al Café de la Esquina y el Palacio Cinema. Tiene 7 minifiguras, incluyendo algunas que están hechas para parecer maniquíes.

### Tienda de Mascotas
La Tienda de Mascotas (set número: 10218),
fue lanzada en mayo de 2011 y es el sexto set en la serie de Edificios Modulares. El set contiene 2032 piezas y es recomendado para constructores de 16 años o mayores. Es el primer set de la serie que está compuesto por 2 edificios que usa la misma técnica de pins que unen el resto de los modulares. Estos pueden ser volteados, separados y rodeados por otro edificio. El edificio café en una casa urbana y edificio azul arena es la Tienda de Mascotas. El edificio café es el único edificio, a excepción del Mercado, que tiene un basamento. Hay una característica especial en la planta baja de la Tienda de Mascotas, donde la escaleras se pueden plegar para acceder a más habitaciones durante el juego (este era un problema en el Mercado). Cuenta con 4 minifiguras, 2 pericos y un tanque de peces con peces dorados. El set además incluye 3 huesos para perro, una pelota, una rana de juguete, una jaula para pájaros, una cubeta y una brocha. Este es además el set más pequeño de altura, con un poco más de 25 cm. El siguiente set en altura es el Mercado con 33 cm. El set incluye interiores completos con un retrete, una cama, una cocina y una chimenea.

### Ayuntamiento
El Ayuntamiento (set número: 10224) fue lanzado en marzo de 2012 y es el séptimo set en la línea de los Edificios Modulares. El set coentiene 2766 piezas y es recomendado para constructores de 14 años y mayores. Es el set modular más grande, arrebatándole el puesto a la Verdulería. Contiene muchos detalles en el interior, como un elevador de trabajo junto con mesas y balcones para mirar hacia el piso de abajo. Junto con los detalles interiores, el set tiene muchos detalles exteriores, como cuatro pilares en el escalón del frente y ventanas en la parte posterior del edificio, además de una torre de reloj en la parte superior del edificio. La fecha en el edificio, 1891 representa el año de nacimiento del fundador de Lego, y cuando se voltea, el año de la diseñadora, Astrid (1981). El precio del set es de £149.99, $199.99 o €179.99 y fue lanzado por Lego en febrero de 2012. El set tiene ocho figuras con una pareja de bodas.

### Palacio Cinema
El Palacio Cinema (set número: 10232) fue lanzado en marzo de 2013 y es el octavo set de la línea los Edificios Modulares y el tercer edificio esquinado. El set contiene 2194 piezas y tiene dos pisos. Hasta ahora, Palacio Cinema es el único Edificio Modular en ser lanzado con la marca Lego Creatos en la caja e incluye calcomanías. Además, Palacio Cinema es el segundo Edificio Modular que tiene dos pisos, en lugar de los 3 que son usuales, además incluye un vehículo: un carro negro de los años 30.

### Restaurante Parisino
El Restaurante Parisino (set número: 10243) es el noveno set de la línea de los Edificios Modulares y fue lanzado en enero de 2014. El set coentiene 2469 piezas y contiene una cocina completamente abastecida con azulejos azules y blancos, así como una vajilla y un departamento con una cama plegable, cocineta y chimenea. En la azotea está la habitación del artista con un estudio que incluye un calentador de hierro fundido, un caballete, una brocha y dos obras de arte. Afuera, en el segundo piso, las escaleras conducen hacia abajo a la terraza de la azotea con faroles y flores sobre el patio para clientes. Este set además incluye unos cruasanes blancos, y ladrillos verde olivo, azul oscuro y rojo oscuro difíciles de encontrar. Algunos detalles exteriores avanzados incluyen la fachada con detalles de cruasanes, parada de autobús, banqueta, motos e incluso un bote de basura en la parte trasera.

### Oficina de Detectives
La Oficina de Detectives (set número: 10246) es el décimo set de la línea de Edificios Modulares y fue lanzado en enero del año 2015. El set contiene 2262 piezas, el set está compuesto por dos edificios unidos por un corredor central en la planta baja que atraviesa todo el edificio hasta la parte posterior. La planta baja tiene a un lado una sala de juegos, donde encontramos una mesa de billar y otros artículos característicos de estos establecimientos, al otro costado encontramos una barbería, con todo lo que un establecimiento de este tipo debe tener en su interior. En la segunda planta encontramos el negocio que le da el nombre al set, la oficina del detective, muy bien amueblada, con su escritorio, archivador y muchos otros detalles dignos de cualquier oficina de este tipo. Al frente de esta oficina tenemos el servicio sanitario, justo sobre la barbería, y más arriba de esta tenemos el departamento que suponemos es del detective.

### Edificios Modulaes del 2015
Los edificios Modulares del 2015 aún no han sido lanzados. Ninguna pista sobre su tema ha sido revelada por el equipo de Lego Creator.

## Sets Relacionados

### Mini Modulares
El diseñador de Lego Jamie creó uno de los Edificios Modulares y decidió hacer una versión miniatura de su set por diversión.
 Cinco de estos fueron lanzados en un solo set10230 conteniendo 1356 piezas. Inicialmente fueron creados solo para personas importantes para Lego, pero después estuvo disponible para la venta al público general.

## Retos
Un desafío que enfrentan los diseñadores de estos sets es que no son capaces de trabajar con la gama completa de bloques de Lego y colores que se han producido durante el diseño. En su lugar, se limitan a bloques y colores en producción de Lego al momento del diseño. Como un ejemplo, para el Café de la Esquina, el diseñador quiso incluir una pieza de bicicleta en el set, pero en ese momento, la máquina que hacía bicicletas se descompuso. Tuvo que ser arreglada para que el diseñador fuera capaz de incluir la pieza en su diseño Con el Mercado, el fan diseñador fue limitado solo a los bloques y combinación de colores disponibles como "componentes activos", que significa que están actualmente en producción. Nuevos bloques no pueden ser introducidos libremente.
Ha habido retos de programación que se han enfrentado en el diseño de los sets de los Edificios Modulares. Para el set de la Verdulería, el diseñador creyó que el set pudo haberse beneficiado de otro diseño de iteración antes de su lanzamiento. La naturaleza detallada de estos sets requiere una mayor cantidad de tiempo de diseño que un set normal de Lego. Se espera que en un futuro los set de la serie no sufran dichas presiones.
Durante el diseño de Café de la Esquina (y presuntamente con otros sets de la serie), el diseñador tuvo que trabajar muy de cerca con el equipo de instrucciones de construcción ya que algunas de las "técnicas no ortodoxas" que él usó "no habían sido probadas con anterioridad en sets oficiales de Lego"
La razón por la que los interiores no fueron incluidos en los primeros dos modelos de la serie, en el Café de la Esquina y el Mercado, fue porque ellos no podían ser vistos desde las imágenes incluidas en el empaque. Una vez que los set de los Edificios Modulares lograron ser exitosos con los primeros dos sets, al tercero, es deciar, a La Verdulería, se le permitió al diseñador incluir detalles interiores en cada piso. Como resultado, muchos detalles interiores en sets posteriores, como la anteriormente mencionada, no son visibles en la caja y solamente se pueden descubrir mientras se construye el set. Sin embargo, las cajas de cada set presentan algunos detalles del interior como las escaleras eléctricas dentro del Gran Emporio.

## Recepción
Las serie de los Edificios Modulares es visto por los diseñadores de Lego y los sitios de Fanes como "juguetes para adultos" Las reseñas de los productos han sido muy positivas con las mayores críticas en el precio y el grado de dificultad. Un crítico se quejó del Café de la Esquina, argumentando que el interior del edificio estaba ausente de cualquier acabado. Esta queja fue tomada en cuenta en modelos posteriores como la Verdulería, que tiene finos detalles incluidos en cada uno de los tres pisos.
Cuando el Café de la Esquina, primer set de la serie, fue lanzado, el diseñador indicó que una mayor cantidad de sets constituirían la serie solo si las ventas del primero fueran exitosas. Posteriormente en una entrevista de 2008 sobre el tercer set de la serie, la Verdulería, el diseñador indicó que las ventas habían sido lo suficientemente fuertes para impulsar cuatro sets más de la serie (refiriéndose al lanzamiento planeado en 2009, el Cuerpo de Bomberos como el cuarto set)